# دانا باش
دانا باش (انگلیسی: Dana Bash؛ زادهٔ ۱۵ ژوئن ۱۹۷۱) روزنامه‌نگار، گوینده اخبار اهل ایالات متحده آمریکا است.